# Вальдас Іванаускас
Вальдас Іванаускас (лит. Valdas Ivanauskas, нар. 31 липня 1966, Каунас, СРСР) — колишній радянський та литовський футболіст, що грав на позиції нападника. По завершенні ігрової кар'єри — тренер. З 2016 року очолює тренерський штаб команди «Етнікос» (Ахнас).
Виступав, зокрема, за клуб «Гамбург», а також національну збірну Литви.
Дворазовий чемпіон Австрії. Володар кубка Австрії. Дворазовий володар кубка Литви (як тренер).

## Клубна кар'єра
У дорослому футболі дебютував 1984 року виступами за команду клубу «Жальгіріс», в якій того року взяв участь у 12 матчах чемпіонату.
Згодом з 1985 по 1993 рік грав у складі команд клубів ЦСКА (Москва), «Жальгіріс», «Локомотив» (Москва) та «Аустрія» (Відень). Протягом цих років двічі виборював титул чемпіона Австрії.
Своєю грою за останню команду привернув увагу представників тренерського штабу клубу «Гамбург», до складу якого приєднався 1993 року. Відіграв за гамбурзький клуб наступні чотири сезони своєї ігрової кар'єри. Більшість часу, проведеного у складі «Гамбурга», був основним гравцем атакувальної ланки команди.
Протягом 1997—2001 років захищав кольори клубів «Аустрія» (Відень), «Санкт-Пельтен» та «Вільгельмсгафен».
Завершив професійну ігрову кар'єру у клубі «Клоппенбург», за команду якого виступав протягом 2001—2002 років.

## Виступи за збірні
1985 року залучався до складу молодіжної збірної СРСР.
1988 року дебютував в офіційних матчах у складі національної збірної СРСР. Провів у формі головної команди країни 4 матчі.
З 1990 року виступав за національну збірну Литви. Загалом провів у її складі 28 матчів, 8 разів відзначився у воротах суперника.

## Кар'єра тренера
Розпочав тренерську кар'єру невдовзі по завершенні кар'єри гравця, 2003 року, увійшовши до тренерського штабу збірної Литви, де пропрацював з 2003 по 2005 рік.
2006 року став головним тренером команди «Гарт оф Мідлотіан», тренував команду з Единбурга один рік.
Згодом протягом 2008—2009 років очолював тренерський штаб юнацької збірної Литва U-18.
Протягом тренерської кар'єри також очолював команди клубів ФБК «Каунас», «Карл Цейс», «Стандард» (Сумгаїт), «Шауляй», «Діла» та «СКА-Енергія», а також входив до тренерського штабу клубу «Гартс».
З 2016 року очолює тренерський штаб команди «Етнікос» (Ахнас).

## Досягнення

### Як гравця
- Чемпіон Австрії:

«Аустрія» В: 1991–1992, 1992–1993
- Володар Кубка Австрії:

«Аустрія» В: 1991–1992
- Володар Суперкубка Австрії:

«Аустрія» (Відень): 1991, 1992

### Як тренера
- Володар Кубка Литви:

«Каунас»: 2004, 2005
- Володар Кубка Шотландії:

«Гартс»: 2005–06